# L'Invention du passé. « Gothique, mon amour », 1802-1830
 (juillet 2025).
Motif : Y a-t-il des sources récentes qui confirment la notoriété de cette exposition ?
- Archive Wikiwix
- Bing
- Cairn
- DuckDuckGo
- E. Universalis
- Gallica
- Google
- G. Books
- G. News
- G. Scholar
- Persée
- Qwant
- (zh) Baidu
- (ru) Yandex
- (wd) trouver des œuvres sur Wikidata

| 1. | Préciser le motif de la pose du bandeau. | Précisez le motif de la pose du bandeau en utilisant la syntaxe suivante : {{admissibilité à vérifier\|date=juillet 2025\|motif=remplacez ce texte par le motif}}                                                             |
| 2. | Informer les utilisateurs concernés.     | Pensez à avertir le créateur de l'article, par exemple, en insérant le code ci-dessous sur sa page de discussion : {{subst:avertissement admissibilité à vérifier\|L'Invention du passé. « Gothique, mon amour », 1802-1830}} |

L'Invention du passé. « Gothique, mon amour », 1802-1830 est une exposition qui s'est déroulée du 19 avril 2014 au 21 septembre 2014 au monastère royal de Brou à Bourg-en-Bresse. Elle est associée, dans sa conception, à l'exposition L'Invention du passé. Histoires de cœur et d'épée en Europe, 1802-1850 au musée des Beaux-Arts  de Lyon. L'exposition regroupe 120 œuvres.

## Thématique
L'accent est mis sur la mise en valeur du patrimoine dans l'expression artistique de « style troubadour » au début du XIXe siècle et donc aux lendemains de la Révolution française, période peu soucieuse du patrimoine architectural. Cette redécouverte du style gothique par ces artistes du début du XIXe siècle prend donc une dimension particulière par le lieu même de l'exposition, le monastère royal de Brou.

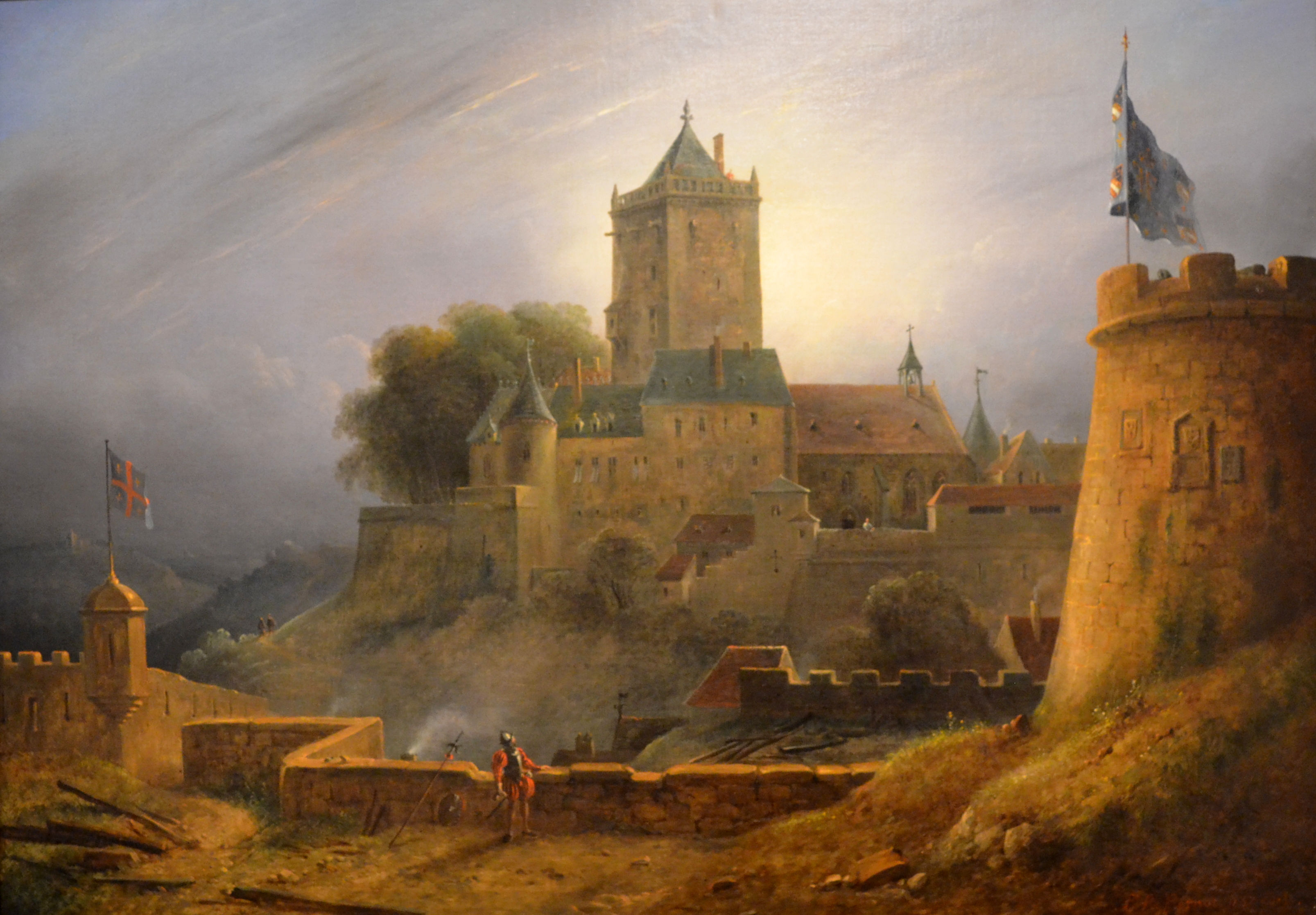
François Alexandre Pernot, Château et donjon de Chaumont (1837-1838), musée d'Art et d'Histoire de Chaumont.
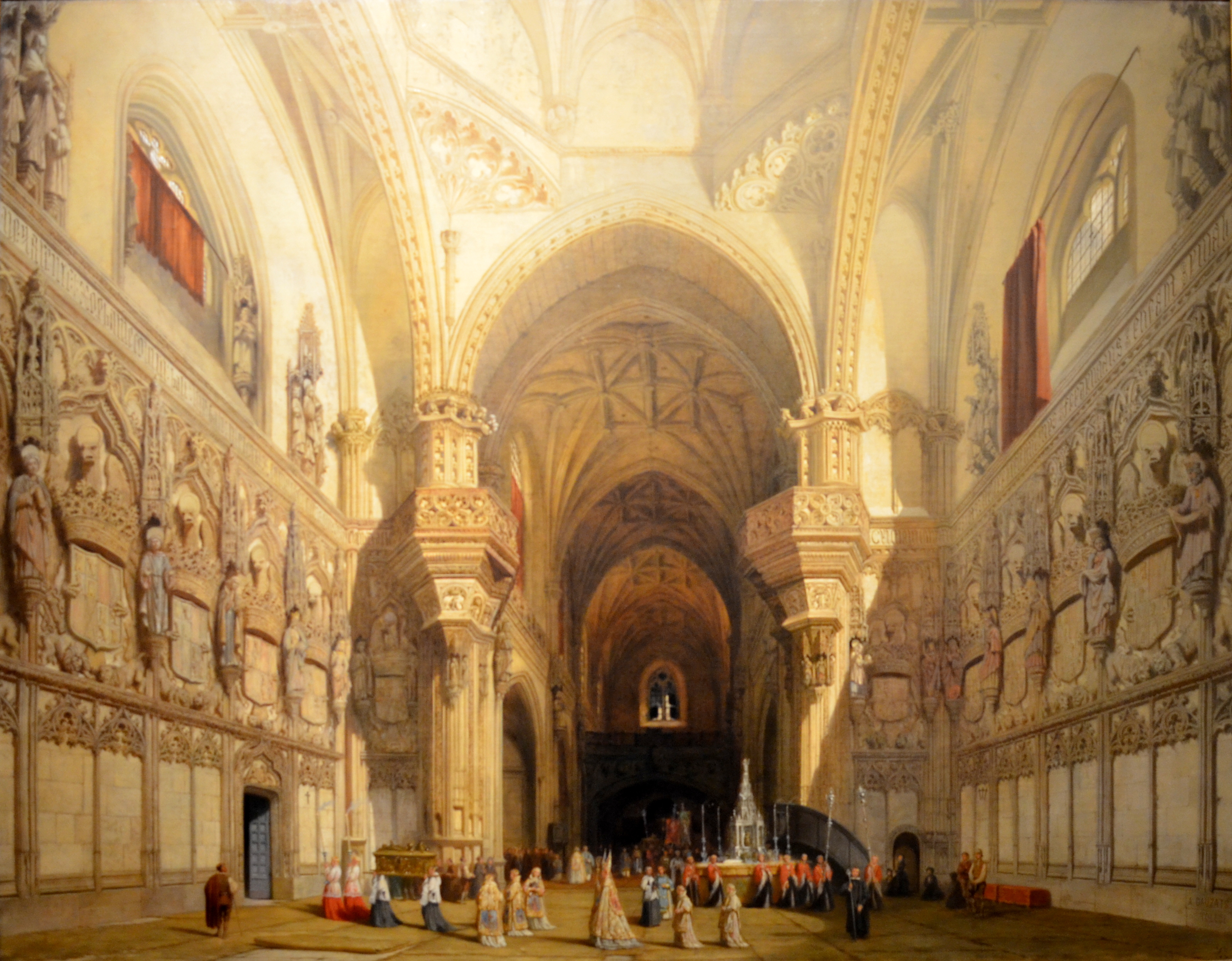
Adrien Dauzats, Intérieur de la cathédrale Saint-Jean-des-Rois de Tolède, collection particulière.